# DPOV
DPOV, a.s. je česká firma, dceřiná společnost Českých drah, která opravuje a modernizuje kolejová vozidla. Je jednou z největších opravárenských železničních firem v Česku.[zdroj?]
Společnost DPOV a. s. má sídlo v Přerově, další provozní střediska se nacházejí v Nymburku a Veselí nad Moravou.
Generálním ředitelem DPOV je od 1. srpna 2024 Tomáš Honomichl.

## Historie
Základem pro pozdější společnost byly organizační jednotky Českých drah, které v rámci reorganizace lokomotivního hospodářství firmy vznikly k 1. červenci 2004 v Nymburce a Přerově.
Společnost s názvem DPOV pak vznikla 1. ledna 2007.